# Antonio Belloni
Pour les articles homonymes, voir Belloni.
Antonio Belloni, né le 22 juin 1954 en Italie (Lombardie), est un homme d'affaires italien, directeur général délégué du groupe LVMH - Moët Hennessy Louis Vuitton.

## Biographie
[à développer]

### Formation
Antonio Belloni est diplômé en économie de l'Université de Pavie en Italie.

### Carrière
Il commence sa carrière chez Procter & Gamble de 1978 à 2001 en occupant divers postes à l'international . En 2001, il devient directeur général délégué et membre du comité de direction de LVMH - Moët Hennessy Louis Vuitton.

### Rémunération
En 2009, Antonio Belloni est classé patron le mieux payé de France. Il a fait la une de l'actualité en 2010 par le fait d'avoir réalisé en un jour une plus-value de 18 millions d'euros avec ses stocks-options.
En avril 2020, le groupe LVMH, annonce qu'il renonce, du fait des conséquences du coronavirus sur les activités du groupe, à ses rémunérations d'avril et de mai 2020 et à « toute rémunération variable au titre de l'année 2020 ».

### Vie privée
Il est marié et père de 4 enfants. 